# 隠蓑
隠蓑（かくれみの）は福岡県北九州市小倉南区の地名。住居表示実施済みの地域と未実施の大字隠蓑がある。郵便番号はいずれも802-0834。

## 地理
石田・横代・堀越に囲まれた地域。九州自動車道の高架が通過し、すぐ南の堀越地内では北九州ジャンクションで九州自動車道と東九州自動車道が接続している。

## 歴史

### 地名の由来
壇ノ浦の戦いで平家が敗北し、入水したと見せかけて平家の公家に連れられ九州に逃れた幼い安徳天皇がこの地で藁の中に隠れていたという言い伝えにちなんでいる。日本各所に複数言い伝えられる安徳天皇御陵のうちの一つがこの隠蓑にある。

### 沿革
- 1889年（明治22年）4月1日 - 町村制が施行され、企救郡城野村・横代村・石田村・隠蓑村・堀越村・蜷田村が合併し城野村が発足。隠蓑村は城野村大字隠蓑となる。
- 1907年（明治40年）6月1日 - 城野村が東紫村と合併し企救村が発足。企救村大字隠蓑となる。
- 1917年（大正6年）10月1日 - 企救村が町制施行。企救町大字隠蓑となる。
- 1937年（昭和12年）9月1日 - 企救町が小倉市に編入合併。小倉市大字隠蓑となる。
- 1963年（昭和38年）2月10日 - 小倉市は合併により北九州市へ移行。北九州市小倉区大字隠蓑となる。
- 1974年（昭和49年）4月1日 - 小倉区分区により大字隠蓑は小倉南区の所属となる。

## 施設
- こじか保育園
- 隠徳庵：この寺に隣接して安徳天皇の御陵がある。